# Asian Open
L'Asian Open è stato un torneo femminile di tennis che si è giocato all'Amagasaki Memorial Sports Centre di Osaka Giappone dal 1992 al 1994. La superficie utilizzata è stata il sintetico indoor.

## Albo d'oro

### Singolare
| Anno | Campionessa               | Finalista          | Punteggio     |
| ---- | ------------------------- | ------------------ | ------------- |
| 1992 | Helena Suková             | Laura Gildemeister | 6–2, 4–6, 6–1 |
| 1993 | Jana Novotná              | Kimiko Date        | 6–3, 6–2      |
| 1994 | Manuela Maleeva-Fragniere | Iva Majoli         | 6–1, 4–6, 7–5 |

### Doppio
| Anno | Campionesse                    | Finaliste                                     | Punteggio     |
| ---- | ------------------------------ | --------------------------------------------- | ------------- |
| 1992 | Rennae Stubbs / Helena Suková  | Sandy Collins / Rachel McQuillan              | 3–6, 6–4, 7–5 |
| 1993 | Jana Novotná / Larisa Neiland  | Magdalena Maleeva / Manuela Maleeva-Fragniere | 6–1, 6–3      |
| 1994 | Larisa Neiland / Rennae Stubbs | Pam Shriver / Elizabeth Smylie                | 6–4, 6–7, 7–5 |